# Elektrische Bahnen
Elektrische Bahnen ist ein Gattungsbegriff, der alle spurgeführten, elektrisch angetriebenen Verkehrssysteme bezeichnet, speziell aber auch die elektrischen Triebfahrzeugarten und dazugehörige Stromversorgungen innerhalb eines gemischt betriebenen Verkehrssystems. Der Begriff ist formal eine Verknüpfung der Gattungsbezeichnungen „elektrisch“ und „Bahnen“ und in der Fachwelt allgemein verbreitet, sowie auch ein Fachbereich an einigen Technischen Hochschulen.

## Sachlicher Einzugsbereich
Im Rahmen des Fachgebiets Elektrische Bahnen werden in der Konstruktion und Ausführung vor allem die mit dem elektrischen Antrieb und der Antriebssteuerung zusammenhängenden Betriebssysteme und Anlagen behandelt.
Primär fahrzeugtechnische Komponenten wie etwa das Fahrwerk und Bremsen fallen nur dann mit in den sachlichen Einzugsbereich, wenn sie mit dem elektrischen Antrieb oder der verfügbaren elektrischen Energie zusammenhängen, wie das etwa beim elektromotorischen Einzelachsantrieb oder elektrischen Magnetschienenbremsen der Fall ist.
Da die elektrische Energie für den Fahrbetrieb teilweise von den Eigenschaften des allgemeinen Energieversorgungsnetzes abweicht und vor allem in Mitteleuropa inzwischen großen Umfang angenommen hat, ist die eigene Bahnstrom-Versorgungstechnik vom Kraftwerk über Verteilerstationen bis zu der Ausführung der Oberleitungen ebenfalls ein Arbeitsgebiet des Bereichs Elektrische Bahnen.

## Einbezogene Bahnsysteme und Fahrzeuge
Als einbezogene Bahnsysteme können in sich geschlossene, rein elektrisch betriebene Bahnen vorkommen, wie dies vor allem bei Straßenbahnen, U-Bahnen, Hochbahnen und Einschienenbahnen der Fall ist.
Bei Bahnen mit gemischten Antriebssystemen gehören die mit elektrischer Energie arbeitenden Triebfahrzeuge wie elektrische Triebwagen und Triebzüge sowie Elektrolokomotiven ebenfalls zum Arbeitsbereich der Elektrischen Bahnen. Es ergibt sich ohnehin wegen des Aufwandes für die streckenbegleitende Stromversorgung, dass innerhalb eines gemischten Betriebssystems elektrische Triebfahrzeuge in vergleichbarer Zahl vorhanden sind wie in rein elektrisch betriebenen Bahnsystemen. Umgekehrt gibt es selbst bei „rein elektrischen“ Bahnsystemen auch rein wagenbauliche Komponenten wie etwa Personen- und Güterwagen ohne eigenen Antrieb. Insofern ist eine zielrein exklusive Zuordnung von Bahnsystemen zum Bereich Elektrische Bahnen eher praxisfern.
Einige Eisenbahnunternehmen benutzen die Gattungsbezeichnung auch als Namensbestandteil, vor allem dann, wenn das Bahnsystem sich nicht begrifflich explizit dem Schema von Straßen-, U-, S-, Hoch- oder S-Bahnen zuordnen lässt, jedoch als hervorstechendes Merkmal den elektrischen Antrieb hat.
Beispiele:
- Elektrische Bahnen der Stadt Bonn und des Rhein-Sieg-Kreises
- Elektrische Bahn St. Gallen–Gais–Appenzell
- Elektrische Bahn Dornbirn–Lustenau
- Elektrischen Bahn Türkheim–Drei Ähren
- Elektrische Lokalbahn Unterach–See
- Elektrische Kleinbahn Alt-Rahlstedt–Volksdorf–Wohldorf
- Elektrische Bahn Altona–Blankenese
- Elektrische Oberleitungsbahn Liesing–Kalksburg (gleislose Bahn)

## Technisch-wissenschaftlicher Fachbereich
Die Besonderheiten des elektrischen Bahnbetriebes lassen sich nur begrenzt mit den Kenntnissen der allgemeinen Elektrotechnik und Antriebstechnik praxisgerecht mit höherem Ansprüchen und ohne Rückgriff auf langjährig erworbene praktische Erfahrungen abdecken. Ein eigener Fachbereich in der Ingenieursausbildung kommt dabei den Erwartungen sowohl der Industrie als auch der potentiell interessierten Arbeitnehmern entgegen.
Ein erster Lehrstuhl für den Bereich Elektrische Bahnen wurde 1904 an der Technischen Hochschule Berlin eingerichtet und auf diesen Walter Reichel als erster Lehrstuhlinhaber berufen. Dieser war zuvor 15 Jahre in der Elektrotechnischen Industrie tätig.
Dementsprechend bieten weiterhin einige Technische Universitäten und Technischen Hochschulen Elektrische Bahnen als eigenes Fachgebiet an:
- Technische Universität Berlin, Fachgebiet Betriebssysteme elektrischer Bahnen.
- Technische Universität Dresden, Professur für Elektrische Bahnen; Lehrstuhlinhaber: Arnd Stephan[2]
- Technische Universität München, Modul[3]